# 遊暮働学
遊暮働学（ゆうぼどうがく）は、「遊び」「暮らし」「働き」「学び」を一体化させたライフスタイルの概念である。
日本のパーマカルチャー実践者・三栗祐己が提唱したもので、暮らしの中に仕事や学び、遊びを織り交ぜながら、持続可能で地域と調和した生活を実現しようとするライフスタイルを表す。

## 定義と由来
この用語は、三栗が自著『田舎で子育てしたいなら自給自足でセミリタイア』（2021年）で提唱したもので、次のように述べられている。
「毎日の暮らし自体が、遊びでもあり、労働でもあり、学びでもある。遊び＝暮らし＝労働＝学び。これら4つの字をとって『遊暮働学（ゆうぼどうがく）』と呼ぶことにしました。」
また、別著『自給自足でセミリタイア2 ～仕事の自給編～』（2022年）では、タイ・パーマカルチャーファームでの自給自足的な暮らしから影響を受け、遊び・暮らし・労働・学びが融合した概念として再定義されている。
「ぼくはこのサンドットさんの生き方を見て、遊び、暮らし、働き、学びの頭文字を取って、『遊暮働学』という四字熟語で表現し、ぼくの理想とするライフスタイルとして目指していくことを決めました。」
『北の国から 家族4人で幸せ自給生活』（2023年）では、日常生活のなかで「遊ぶ・働く・学ぶ」行為が暮らしに内包されている様子が語られている。
「彼らは日々ただ暮らしていました。でも同時に、暮らし自体を、遊ぶように楽しんでもいました。同時に、暮らしの中で働いてもいましたし、さらには同時に『生き抜く力』を学んでもいました。…そこでこうした暮らしを表す端的な言葉を考え、『遊暮働学』と表現することにしました。」

## 実践事例
北海道恵庭市の「遊暮働学きらくる村」は、2022年に三栗の講座参加者たちによって立ち上げられたコミュニティであり、遊暮働学を実践する拠点の一つである。
自然療法アドバイザーのマエマコ氏は、同村への参加体験を記した記事において、村の暮らしが「アーシングを楽しみ、今では生活の一部になっている」と述べている。
また、「遊暮働学村ととけっこ」では、子どもとともに自然な暮らしを営みながら、遊び・労働・学びが混ざり合う共同体的な生活が営まれている。
他にも以下のようなブログ等で実践が紹介されている：
- パーマカルチャーNZ[7]
- ゆるっとアトピー子育て[8]
- わざワザ古民家[9]

## メディア掲載
2021年には、『現代農業』7月号において、三栗祐己がタイ・パーマカルチャーファームで体験した暮らしが特集され、「暮らしの中の労働」が「遊び」や「学び」と一体化していたことが紹介された。
同年、『TURNS』Vol.45（4月号）の特集「日本のオフグリッドを訪ねて」において、遊暮働学の提唱者・三栗祐己が運営する「パーマカルチャー研究所」が紹介された。
同年9月18日には、北海道新聞にて「自給自足を実践　パーマカルチャー研究所」という見出しで、札幌市南区で自給自足生活を送りながら「パーマカルチャー研究所」を営む様子や、東日本大震災をきっかけに東京電力を退職した経緯、持続可能な暮らしへの転換など、三栗祐己とその家族の山中での暮らしが紹介された。
2024年には、『プレジデント』12月号にて、「年収800万円を捨てて月10万円で暮らす家族」として特集され、遊暮働学のライフスタイルが経済的自立と精神的充実の両立例として紹介された。
同年6月には、北海道新聞朝刊にて「仲間55人と畑作り」という見出しで、遊暮働学きらくる村の活動が紹介された。
2025年には、パーマカルチャー研究所代表・三栗祐己の活動がYahoo!ニュースでも紹介され、「暮らし＝遊び＝仕事＝学び」というスタイルの実践が注目された。
同年、NHKの番組『サンドのお風呂いただきます』にて、三栗祐己とその家族の自給自足的な暮らしが取り上げられ、遊暮働学の理念が実生活として映像で紹介された。
同年、テレビ朝日の番組『1泊家族』でも三栗家が特集され、遊び・暮らし・働き・学びが調和した家族の暮らし方が放送を通して紹介された。